# Tonegava Szuszumu
Tonegava Szuszumu (japánul 利根川 進, Hepburn-átírással Tonegawa Susumu) (Nagoja, 1939. szeptember 6. –) japán biológus, molekuláris genetikus. 1987-ben elnyerte a fiziológiai Nobel-díjat, mert felfedezte az antitestek változatossága mögötti genetikai hátteret.

## Élete
Tonegava Szuszumu 1939. szeptember 6-án született Nagojában, Honsú szigetének déli részén. Ő volt a második a család négy gyermeke közül. Apja egy textilgyártó vállalat mérnökeként dolgozott és néhány évente a cég más-más üzemébe helyezték át. A család ilyenkor vele költözött, így Tonegava gyermekéveit több vidéki kisvárosban töltötte. Az általános iskola elvégzése után a család Tokióba küldte őket a nagybátyjukhoz, hogy megfelelő oktatásban részesülhessenek. Tonegava a neves Hibija középiskolába iratkozott be, ahol érdeklődni kezdett a kémia iránt, így miután leérettségizett, a Kiotói Egyetem kémia szakára jelentkezett. Bár először nem vették fel, másodszorra, 1959-ben már sikerrel járt.
Az 1950-ben kötött japán-amerikai védelmi szerződés 1960-ban lejárt és szerte az országban heves viták dúltak a megújításáról a jobboldali Amerika-pártiak és az antimilitarista baloldaliak között. A Kiotói Egyetem ekkor a radikális baloldaliak fészke volt és sok előadás maradt el az utcai tüntetések és politikai viták miatt. Tonegava inkább csak passzív megfigyelője volt a vitáknak, de baloldali szimpátiája miatt csalódottan vette tudomásul a védelmi szerződés meghosszabbításának bejelentését és úgy döntött, hogy a katonai célokra is alkalmas vegyészmérnöki pálya helyett inkább kutató lesz.
Érdeklődése az akkoriban fejlődésnek induló molekuláris biológia felé fordult. 1963-tól még diákként kezdett dolgozni a kiotói Víruskutató Intézetben, de főnöke két hónap múlva felajánlott neki egy továbbtanulási lehetőséget az Egyesült Államokban. Ezután La Jollában, a San Diegói Kaliforniai Egyetem (University of California, San Diego) biológia szakán tanult, majd dr. Hajasi Maszaki laboratóriumában fággenetikával foglalkozott. 1968-ban megvédte disszertációját és PhD fokozatot szerzett.
Tonegava ezután posztdoktori ösztöndíjjal átköltözött az "utca túloldalára", a későbbi Nobel-díjas Renato Dulbecco Salk Insitute-beli laboratóriumába. 1970 végén lejárt az amerikai vízuma és el kellett hagynia az országot legalább két évre. Dulbecco javaslatára a svájci Bázeli Immunológiai Intézetben vállalt munkát, ahol egészen 1981-ig maradt. Itt derítette fel az ellenanyagok változatosságának genetikai hátterét, amiért 1987-ben Nobel-díjat kapott.
1981-ben visszaköltözött az Egyesült Államokba és a Massachusetts Institute of Technology-nál dolgozott mint a molekuláris biológia professzora. 1996-ban a MIT-hez tartozó The Picower Center for Learning and Memory igazgatója lett. Ezt a tisztségét 10 éven keresztül megtartotta. 2009-ben elvállalta a Tokió melletti RIKEN Brain Science Institute igazgatói teendőit, miközben továbbra is vezeti az amerikai-japán RIKEN-MIT Center for Neural Circuit Genetics laboratóriumot.
2011-ben nagy tragédia érte, 18 éves fia, az MIT elsőéves hallgatója, kollégiumi szobájában öngyilkos lett.

## Tudományos tevékenysége

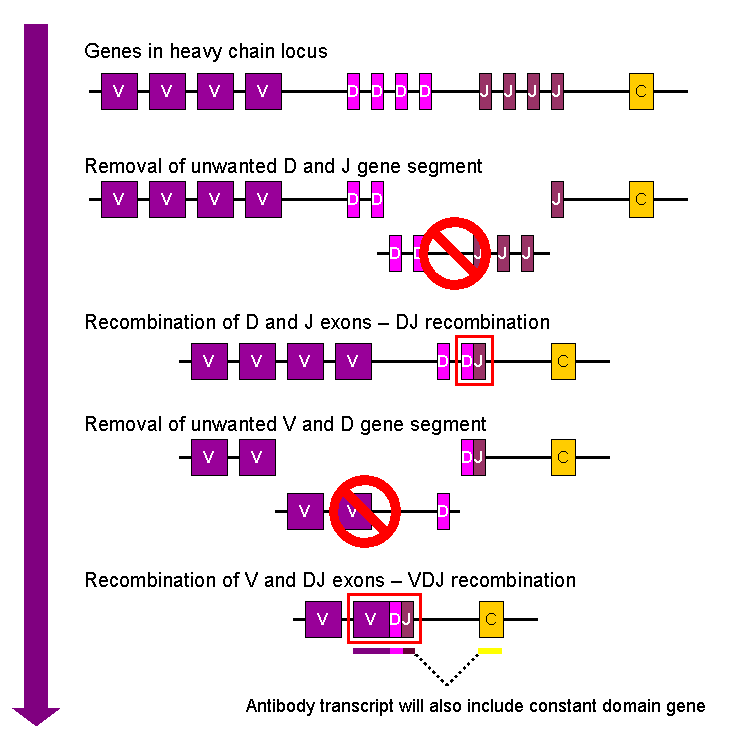
Az ellenanyagok génjeinek rekombinációja

Doktoranduszként és posztdoktori munkája kezdetén a baktériumok és vírusaik, a fágok (elsősorban a lambda-fág és φX174) genetikájával foglalkozott. Lassan azonban kezdte úgy érezni, hogy ez a terület kifullad és inkább a fejlettebb élőlények molekuláris biológiája érdekelte. Mintegy áthidaló lépésként Dulbecco laboratóriumában kis méretű emlősvírusokkal, a poliómavírussal és az SV40-el dolgozott.
Mikor kényszerűségből a Bázeli Immunológiai Intézetbe került, saját bevallása szerint nem sokat értett ehhez a területhez. Lehetőségeit kihasználva a genetika és immunológia határterületével, a kor egyik nagy rejtélyével, az ellenanyagok diverzitásának genetikai hátterével kezdett foglalkozni. Az ellenanyagok olyan fehérjék, amelyek nagyon sokféle molekulához képesek csatlakozni, becslések szerint legalább 10 milliárd variációjuk létezik. Mivel akkor úgy vélték, hogy az emberi genom 100 000 gént tartalmaz (valójában kb. egyharmadát), egyértelmű volt, hogy nem lehet valamennyi ellenanyag-verziónak külön génje. Tonegava több éves munkával kiderítette, hogy az ellenanyagok génjei az őket termelő fehérvérsejtek érése során szomatikus rekombináción (egyébként rekombináció, a génsorrend felcserélődése, csak az ivarsejtekben történik meg) mennek át és három géncsoportból, a (V) variábilis, (D) diverzitás és (J) kapcsoló géncsaládból véletlenszerűen állítják össze azt a DNS-szekvenciát, amiről az ellenanyagot termelik majd.
Miután az MIT-re került, Tonegava a tanulás és emlékezés mechanizmusával kezdett foglalkozni, erre a célra alapították az amerikai, majd a japán intézetet, melynek 1996-ban, illetve 2009-ben vezetője lett. A kutatás céljaira olyan transzgénikus egereket használnak, melyekből kivették az idegsejtek közötti jelátvitelnek valamelyik génjét.

## Elismerései
Tonegava Szuszumu jelentősebb kitüntetései, díjai:
- 1978 – Cloetta-díj (a Dr. Max Cloetta svájci alapítvány díja)
- 1982 – Aszahi-díj (az Aszahi Simbun díja a japán kultúrához és tudományhoz való hozzájárulásért)
- 1984 – Kultúra-rend (a japán császár által átnyújtott kitüntetés)
- 1986 – Robert Koch-díj (a Robert Koch Alapítvány díja)
- 1987 – fiziológiai és orvosi Nobel-díj